# Бугера, Владислав Евгеньевич
Владисла́в Евге́ньевич Буге́ра (род. 24 января 1971, Уфа, Башкирская АССР, СССР) — российский философ, учёный, политический публицист и общественно-политический деятель левого толка.
Доктор философских наук, профессор кафедры философии Уфимского государственного нефтяного технического университета, член секции «Материалистическая диалектика — научный атеизм» Российского философского общества. Основатель научной школы по социальной философии «Учение об отношениях управления и собственности как субстанции общества» («Учение о человеке как ансамбле отношений собственности и управления»).

## Биография
Родился 24 января 1971 года в Уфе. Старший брат — М. Е. Бугера.
В 1988—1993 годах учился на философском факультете Киевского государственного университета.
С февраля 1996 года преподаёт в УГНТУ, с июля 2002 г. — доцент кафедры философии УГНТУ, с февраля 2010 г. — профессор кафедры философии УГНТУ.
В 2001 году в МГУ имени М. В. Ломоносова под научным руководством заслуженного деятеля науки Республики Башкортостан доктора философских наук профессора Р. Б. Камаева защитил диссертацию на соискание учёной степени кандидата философских наук по теме «Ницшеанство как общественный феномен: его социальная сущность и роль. Социально-философское исследование» (специальность 09.00.11 — Социальная философия).
В июле 2002 года проходил повышение квалификации на курсах по теории познания в Центрально-Европейском университете.
В 2004 году присвоено звание доцента.
В 2006 году в МГУ имени М. В. Ломоносова защитил диссертацию на соискание учёной степени доктора философских наук по теме «Отношения собственности и управления как необходимые формы человеческой деятельности» (специальность 09.00.11 — Социальная философия). Официальными оппонентами выступили доктора философских наук В. П. Леньшин, А. В. Назарчук, Ю. А. Ющенко. Положительные отзывы на диссертацию представили профессор Университета Глазго Хиллель Тиктин и профессор Калифорнийского колледжа святой Марии Сьюзан Вайсман; в обсуждении диссертации активно участвовал Р. И. Косолапов.
В 2006—2009 годах — заместитель председателя Башкирского отделения Научного совета по методологии искусственного интеллекта РАН (НСМИИ РАН).
В 2008 году беседа Бугеры с писателем и философом Э. А. Байковым была опубликована в № 44 «Бюллетеня Джонсона» (Johnsons Russia List).
Автор около 100 научных и учебно-методических публикаций, в том числе 3 монографий. Основные работы: «Собственность и управление» (2003), «Социальная сущность и роль философии Ницше» (2004), «Сущность человека» (2005). Составитель, переводчик и редактор сборника статей авторов из России и США «Исторический материализм в XXI веке: необходимость обновления» (2005), соавтор коллективной монографии «Философские и прикладные вопросы методологии искусственного интеллекта» (2009).
Близкий друг С. Ю. Маркелова.
Участник передачи «Звёздный клуб» на радио Спутник FM, методологического семинара «Проблема обоснования знания» при факультете философии и социологии Башкирского государственного университета (ныне Уфимский университет науки и технологий). Сотрудничает с Молодёжным университетом современного социализма (МУСС).

## Теоретические взгляды
В. Е. Бугера занимается разработкой проблемы экономической культуры в отечественной философии. На основе исторического материализма Бугерой предпринята попытка объяснить развитие человека исходя не только через развитие общественных отношений, но и в первую очередь через развитие отношений управления и собственности.
Идеи Бугеры обсуждались в работах ряда авторов из России и других стран. Известный англо-американский исследователь, автор книги «Русский фашизм: традиции, тенденции, движения» Стивен Д. Шенфилд (англ. Stephen D. Shenfield), относит взгляды В. Е. Бугеры к постмарксистским, а немецкий политолог Андреас Умланд считает Бугеру неомарксистом. Г. Е. Белоногов считает Бугеру «представителем новой генерации философов-материалистов», а Эдуард Байков — основоположником новой философской школы. Башкирская энциклопедия отмечает оригинальную антропологическую концепцию марксизма, созданную В. Е. Бугерой, а также указывает, среди прочего, что его научные исследования посвящены проблемам марксистской философии.
Основываясь на классовом подходе, В. Е. Бугера определяет нацизм и сталинизм в качестве двух реализованных вариантов ницшеанской концепции общества, а также указывает, что идеи Фридриха Ницше стали теоретической основой для расовой и радикально-националистической политики нацистской Германии.

### Собственность и управление
Основные идеи книги «Собственность и управление»:
1. Отношения собственности — это отношения не между людьми и вещами, но между людьми по поводу вещей, обуславливающие социальные возможности управления практической деятельностью и вещами, вовлечёнными в процесс этой деятельности. Отношения собственности определяют, кто, кем (или чем) и в какой степени управляет. Отношения собственности — это та матрица, на основе которой постоянно воспроизводятся разнообразные отношения и акты управления, разнообразные акты практической деятельности, вся вообще человеческая культура, психика отдельных людей, групп людей и всего человечества. И хотя отношения собственности первичны, а отношения управления вторичны, но познавать отношения собственности мы можем, лишь исходя из познания отношений управления. Если сравнивать общество с живым организмом, а отношения управления — с клетками, то отношения собственности есть хромосомы и гены этих клеток. Гены первичны, а клетка вторична, но изучать гены возможно, лишь исходя из изучения клетки.
2. Отношения управления лежат в основе почти всех общественных отношений, за исключением отношений собственности. Изучая особенности отношений управления и собственности, можно объяснить строение и развитие всякого общества (точно так же, как строение и развитие живого организма можно объяснить, изучая его живую клетку).
3. Идею Маркса о том, что сущность человека — это совокупность общественных отношений, Бугера конкретизирует: сущность человека, в первую очередь, есть совокупность отношений собственности и управления. Изучая отношения собственности и управления в их развитии, мы познаём все сферы человеческого бытия: от производства, распределения и потребления материальных благ до сексуальности и воспитания детей, от религии и искусства до научного творчества, от здоровой и больной психики до развития человеческой речи.
4. Бугера выделяет три основных типа отношений управления: индивидуального (члены группы не управляют действиями друг друга), авторитарного (вертикальная координация действий в группе, начальник и подчинённые) и коллективного (горизонтальная координация, члены группы равны и направляют друг друга к общей цели). Им соответствуют отношения индивидуальной, авторитарной и коллективной собственности. Бугера считает, что эти три типа отношений управления (и соответствующие им три типа отношений собственности) присутствуют в любой группе — от двух человек до всего человечества. Вопрос в пропорциях и причинах изменений этих пропорций. Бугера считает, что изучение этих аспектов позволяет понять и объяснить загадки человеческого бытия.

### Сущность человека
В монографии «Сущность человека» Бугера развил концепцию эксплуатации, как «авторитарного управления» процессами распределения производительных сил и предметов потребления:
- Приводит доказательство, что торговый посредник — купец — скрытым образом выступает в роли «авторитарного» организатора процессов распределения материальных благ ничуть не меньше, чем банкир или хозяин-производственник — покупатель чужой рабочей силы (глава 2).
- Показывает, что патриотизм эксплуатируемых классов является сочетанием их самообмана и обмана со стороны эксплуататоров (глава 5).
- Опираясь на исследования ряда психологов, рассматривает гомосексуальность как неоднородное явление, обусловленное не наследственностью, а комбинациями отношений управления в некоторых типичных малых группах и в целом в обществах, воспроизводящих такие группы.
- Потребление высококачественных продуктов массовой культуры может побуждать потребителей к творчеству.[31]
- Проведён анализ общесоциологического понятия «власть».[32]

В работах «Сущность человека» (гл. 3) и «Собственность и управление» (гл. 3) Бугера утверждает, что в СССР и некоторых других странах в XX веке функционировал неоазиатский способ производства, который по своим производственным отношениям похож на азиатский способ производства, но основан на качественно ином уровне развития производительных сил. Предпринята попытка исследовать классовую структуру неоазиатской общественно-экономической формации и закономерности её развития.

### Компьютеризация
Бугера рассматривает компьютеризацию производства как материальную предпосылку социалистической революции и считает пост-НТРовский пролетариат авангардом человечества в процессе перехода к бесклассовому обществу. Это отчасти перекликается с мнением известного экономиста П. Друкера: «„работники знания“ не станут большинством в „обществе знания“, но … они уже стали его лидирующим классом».

### Критика «бритвы Оккама»
Критикуя бритву Оккама как пресекающую создание гипотез и тем самым несущую в себе угрозу творческому мышлению, В. Бугера предлагает вместо неё «безопасную бритву с четырьмя лезвиями» — систему из четырёх принципов, логически связанных друг с другом:
1. Не следует множить сущности без необходимости, однако допустимо предполагать наличие новых сторон одной и той же сущности, даже когда необходимость такого предположения не кажется веской.
2. Первопричины явлений следует искать не на более низком структурном уровне действительности, чем тот, на котором существует тот объект, в котором данное явление осуществляется. Их следует искать либо на том же, либо на более высоком структурном уровне действительности.
3. Если теория объясняет некое следствие причиной, менее подробно описанной, чем само это следствие, то жизнеспособной эта теория будет лишь при соблюдении следующего условия: если впоследствии в данную теорию будет включено новое, очень отличающееся от первоначального описание и понимание причины, объясняющей упомянутое выше следствие, либо если в эту теорию будут включены новые, ранее отсутствовавшие причины, объясняющие данное следствие наряду с ранее указанной причиной или даже вместо неё, — все равно эта теория останется самой собой во взаимосвязи своих основных положений.
4. Концепция, в которой причины психического (в том числе духовного) порядка полагаются первопричинами объясняемого явления, не завершена не только как теория, но даже как гипотеза[37][38].

## Политическая деятельность
- 1989—90 — г. Киев, член объединения «Отечественный Форум» (укр. Вітчизняний Форум)[39] (направленность против украинских националистов). В результате своей политической борьбы подвергся обвинениям в гомосексуальности со стороны лидера студенческой организации украинских националистов Вячеслава Кириленко, учившегося с В. Бугерой в одной группе.[26]
- 1991—92 — член Координационного совета «Союза трудящихся г. Киева»[40] — городской организации «Союза трудящихся Украины за социалистическую перестройку» (укр. Спілка трудящих України за соціалістичну перебудову).[39] 20 августа 1991 г. выразил, в качестве председателя оргкомитета социалистического союза студентов Украины, поддержку ГКЧП[41], о чём впоследствии говорил в интервью С. Шенфилду на Johnson’s Russia List[26] как о своей политической ошибке.
- 1992—96 — член Совета «Марксистской рабочей партии» (МРП)[42] и редакционной коллегии журнала «Марксист»[43][44]. С санкции Совета МРП сотрудничал с Комитетом за рабочую демократию и международный социализм[45]. В 1995 году основал Уфимскую организацию МРП[46], вместе с членами которой вышел из партии в январе 1996 г.[43]
- 1994—96 — инструктор профсоюзного объединения «Рабочее сопротивление» (в сотрудничестве со Станиславом Маркеловым)
- 1996—98 — сотрудничает с Оргкомитетом «Международной рабочей партии», связанным с «Международной лигой трудящихся».
- 1998—2000 — член Коллективистской фракции «Революционной рабочей партии». Во фракции также состоял Марлен Инсаров (интернет-псевдоним).
- 2000—2005 — основатель (вместе с Марленом Инсаровым) и член «Группы пролетарских революционеров-коллективистов» (ГПРК)[5][47]. В 2005 году между В. Бугерой и М. Инсаровым произошёл конфликт[48], приведший к исключению В. Бугеры из ГПРК и фактическому распаду Группы. На руинах ГПРК возник «Интернациональный Союз Пролетарских Революционеров Коллективистов». В 2008 году в ИСПРК произошёл раскол, который привёл к выделению из состава организации «Союза Революционных Социалистов».
- С 2006 года по настоящее время работает над политическим проектом «Союз коллективистов»[49]. В разное время сотрудничал со сторонниками Интернационального коммунистического течения на территории бывшего СССР и, по некоторым направлениям теоретической и публицистической деятельности, с анархистами-интернационалистами[50][51]. В настоящее время на Левокоммунистическом блоге, созданном сторонниками ИКТ из СНГ, опубликованы многие его политические статьи и книга «Документы „демократических централистов“», в публикации которой В. Бугера принимал непосредственной участие.[52]

Издал ряд публицистических работ и политологических исследований, получивших международную известность. Большое место в исследованиях и публицистике В. Бугеры занимает антифашистская тематика. Международные и отечественные исследователи ссылаются на его работы, упоминая как настоящую фамилию автора, так и один из его псевдонимов — «Г. Васильев» (изначально опубликованные под этим и другими псевдонимами работы Бугера впоследствии переиздавал и под своим именем).
В. Бугера активно публиковал в своём прежнем официальном блоге и в интернет-форумах (прежде всего на Mail.Ru) тексты Интернационалистической коммунистической тенденции (до 2009 года организация назвалась Интернациональным бюро за Революционную партию) до тех пор, пока эта тенденция не начала сотрудничать с националистами.
С подачи В. Бугеры термин «коллективизм» приобрёл в лексиконе постсоветских левых активистов, кроме прочих своих функций, ещё и такие, как самоназвание определённых политических групп и их идеологических установок.

## Отзывы

### Положительные
Академик АН РБ, доктор экономических наук, профессор А. Х. Махмутов в рецензии на книгу В. Бугеры «Собственность и управление: философско-экономические очерки», опубликованную в журнале «Вестник Академии наук Республики Башкортостан» (2004, т. 9, № 1, с. 68-69), отмечает: «Проблему периодизации истории человечества автор, придерживающийся материалистического понимания истории, решает в духе формационного подхода; при этом традиционные марксистские категории в ряде случаев наполняются существенно новым содержанием, и в результате система воззрений автора не укладывается в рамки ни одной из до сих пор известных школ и направлений в марксизме. …Идеи, выдвигаемые автором, теоретически ценны во многих аспектах, и прежде всего в том, что ему удалось исследовать отношения собственности в их глубокой внутренней связи с отношениями управления: данное направление изучения экономических отношений очень актуально, но до сих пор мало разработано, что, без сомнения, повышает научную ценность монографии».
Пресс-секретарь Башкирского отделения Научного совета РАН по методологии искусственного интеллекта, писатель и философ Э. А. Байков в интервью кандидату философских наук доценту кафедры философии ВЗФЭИ В. О. Глуховцеву отмечает, что один из ведущих сотрудников «Бюллетеня Джонсона» (англ. Johnson’s Russia List) Стивен Шенфилд обратился к самому Байкову и Бугере с просьбой опубликовать в «Бюллетене» их интервью «Великий блеф XX века», которое и «было переведено на английский язык и размещено в 44 номере „Johnson’s Russia List“». Байков отмечает, что «речь в нём идёт об оригинальной концепции», в которой Бугерой обосновывается «тезис о том, что подлинно социалистического общества никогда нигде ещё не существовало, но мир будет вынужден обязательно прийти к нему, ибо альтернативой может быть лишь всеобщая гибель на отравленной планете». А также речь шла «об отношениях собственности и управления, определяющих весь ход общественного развития». Байков подытоживает, что именно принадлежащие Бугере «нетривиальные идеи заинтересовали представителей западной интеллектуальной элиты и политиков».
Англо-американский политолог Стивен Д. Шенфилд в своих комментариях к статье В. Бугеры «The War in Ukraine and the Human Right to Free Play with Ethnic Identities» пишет:
«Явление, описанное проф. Бугерой, хотя и затемняется этнонационалистическими допущениями, но широко распространено по всему миру. Например, многие, если не большинство из все более многочисленных детей этнически смешанных браков чувствуют сильную привязанность к этническим группам обоих родителей и не хотят выбирать между ними (хотя они могут быть вынуждены делать это). Эти вещи ещё более сложны для людей, чьи бабушка и дедушка принадлежали к трем или четырём различным этническим группам. Двойная этническая идентичность также является чрезвычайно распространенной, может быть, даже нормой среди еврейских, китайских и других этнических диаспор. Семья моей жены — люди китайского происхождения из Вьетнама, которые осели в Великобритании и Соединенных Штатах. Я заметил, что в некоторых случаях, по контрасту с „реальными“ китайцами из Китая, они называют себя вьетнамцами, в то время как в других контекстах, по контрасту с „реальными“ вьетнамцами, они называют себя китайцами. Кроме того, они приобрели британские или американские идентичности. Моя собственная этническая идентичность также тройного характера: мои отец и бабушка по отцовской линии были русифицированные евреи, привившие мне русскую и еврейскую культурную самобытность, к которой мое школьное обучение добавило британско-английскую идентичность. Поэтому я полностью сочувствую настоянию проф. Бугеры на „праве не выбирать“».

### Критика
В 2013 году кандидат философских наук, доцент Новосибирского государственного университета И. В. Борисов относит В. Е. Бугеру, наряду с Л. Д. Троцким, С. Ф. Одуевым, А. Н. Тарасовым, к представителям абстрактно-социологизирующего подхода, где идеология «трактуется весьма абстрактно и редукционистски, а содержание и стиль философий прямо сводится к социально-экономическим, социально-политическим и социально-психологическим характеристикам групп». Борисов отмечает, что Бугера определяет «идеи Ницше как выражение империалистических настроений финансово-монополистических кругов конца XIX — начала XX века». Также он указывает, что факт того, что «эти реакционные и фашизоидные идеи были востребованы в широких кругах образованной публики», Бугера склонен объяснять «шизоидностью, элитаризмом и одновременно комплексом неполноценности, в целом свойственными гуманитарной интеллигенции как социальной группе». Борисов замечает, что, будучи «не против локализации определённого философского течения в рамках определённой социальной групповой позиции», он при этом считает, что «характеристика этой позиции не должна быть ругательно-абстрактной и произвольной, но должна учитывать и специфику философского самосознания, культивируемого в данной среде, и, что важно, специфику идеологического самоопределения в рамках данной позиции».
В 2013 году кандидат социологических наук, докторант кафедры социологии и управления СПбГЭУ В. Е. Смирнова отмечала, что, не беря во внимание «иронию д.ф.н. Бугера В. Е. и др. учёных, мы полностью разделяем мнение профессора, д. м. н., советского психиатра и сексолога Свядоща А. М.: „всё, что обусловлено инстинктами у животных, обусловлено инстинктами и у человека“».

### Диссертации
- Бугера В. Е. Ницшеанство как общественный феномен: его социальная сущность и роль : Социально-философское исследование. www.nietzsche.ru. Дата обращения: 25 декабря 2019. : диссертация … кандидата философских наук : 09.00.11. — Уфа, 2000. — 156 с.
- Бугера В. Е. Отношения собственности и управления как необходимые формы человеческой деятельности. www.lib.ua-ru.net. Дата обращения: 25 декабря 2019. Архивировано из оригинала 5 марта 2016 года.: Дис. … д-ра филос. наук : специальность 09.00.11 <Соц. философия> / Бугера Владислав Евгеньевич; Моск. гос. ун-т им. М. В. Ломоносова. — М.: 2005. — 379 с.

### Научные труды

#### Монографии
- Бугера В. Е. Социальная сущность и роль философии Ницше. eretik-samizdat.blogspot.ru. Дата обращения: 25 декабря 2019. — Уфа: Изд-во АН Республики Башкортостан «Гилем», 2004. — (тираж 400 экз., ISBN 5-7501-0465-6); — М.: КомКнига, 2005 (тираж 500 экз., ISBN 5-484-00120-X); — М.: КомКнига, 2010 (изд. стереотипное, тираж 500 экз., ISBN 978-5-484-01062-2). (Рецензенты: Ю. И. Семёнов, В. И. Метлов)
- Бугера В. Е. Собственность и управление: философско-экономические очерки. www.ogbus.ru. Дата обращения: 25 декабря 2019. — М.: Наука, 2003. — 344 с. Тираж 500 экз., ISBN 5-02-032777-8. (Рецензенты: А. Х. Махмутов, А. Ф. Кудряшев[63][64])
- Бугера В. Е. Сущность человека. www.dialog21.ru. Дата обращения: 25 декабря 2019. — М.: Наука, 2005. — 300 с. (тираж 500 экз., ISBN 5-02-033820-6); — Saarbrücken: LAP Lambert Academic Publishing, 2011, ISBN 978-3-8465-0845-9 (копия. eretik-samizdat.blogspot.ru. Дата обращения: 25 декабря 2019.). (Рецензенты: А. Х. Махмутов, А. Ф. Кудряшев, В. В. Дамье)
- Исторический материализм в XXI веке: необходимость обновления: Сборник статей / Сост. и ред. В. Е. Бугера. — М.: Компания Спутник+, 2005. Тираж 100 экз., ISBN 5-93406-924-1
- Бугера В. Е. Гл. 1, п. 5: Компьютеризация производственной деятельности как одна из необходимых предпосылок перехода к бесклассовому обществу. // Философские и прикладные вопросы методологии искусственного интеллекта. — М.: Машиностроение, 2009. — С. 71-79. Тираж 500 экз. ISBN 978-5-217-03453-6.

#### Статьи
- Бугера В. Социал-фашизм. marxistparty.ru. Дата обращения: 25 декабря 2019. Архивировано из оригинала 8 марта 2018 года. // Марксист. — 1994. — № 2. — С. 27-54 (переиздана в сборнике «В борьбе против буржуазного национализма». libelli.ru. Дата обращения: 25 декабря 2019.).
- Бугера В. Родственные души. dialog21.ru. Дата обращения: 25 декабря 2019. // «Истоки». — № 52 (560). — 26.12.2007. — С. 12. (копия, озаглавленная «Достоевский и Дюма: родственные души». leftcom.wordpress.com. Дата обращения: 25 декабря 2019.)
- Бугера В. Е. Экономические причины войн XXI века. bagsu.webservis.ru. Дата обращения: 25 декабря 2019. // Экономика и управление: научно-практический журнал. — 2008. — № 4.
- Бугера В. Е. Введение в философский анализ отношений собственности и управления // Вестник Академии наук Республики Башкортостан. — Уфа: Академия наук Республики Башкортостан — 2004. — Т. 9. — № 3.
- Бугера В. Е., Шакиров И. А. О ценности сомнения в познании: современные аспекты старого вопроса // Философские науки. — 2007. — № 9. — С. 129—140.
- Галлямова А. Р., Бугера В. Е. Развитие критического мышления студентов технических специальностей в процессе преподавания философии: социальное значение и методические аспекты. www.ogbus.ru. Дата обращения: 25 декабря 2019. Архивировано из оригинала 4 марта 2016 года. // Электронный научный журнал «Нефтегазовое дело». — 2008. — № 1. ogbus.ru. Дата обращения: 25 декабря 2019. Архивировано из оригинала 1 июля 2017 года.
- Бугера В. Е. Об одной актуальной проблеме оценки успеваемости студентов нефилософских специальностей в процессе преподавания им философии. www.ogbus.ru. Дата обращения: 25 декабря 2019. Архивировано из оригинала 4 марта 2016 года. // Электронный научный журнал «Нефтегазовое дело». — 2008. — № 1. ogbus.ru. Дата обращения: 25 декабря 2019. Архивировано из оригинала 15 сентября 2017 года.
- Бугера В. Е. Экономические предпосылки третьего передела мира. www.dialog21.ru. Дата обращения: 25 декабря 2019. // Электронный научный журнал «Нефтегазовое дело». — 2008. — № 1. ogbus.ru. Дата обращения: 25 декабря 2019. Архивировано из оригинала 1 июля 2017 года. (копия1. ogbus.ru. Дата обращения: 25 декабря 2019. Архивировано из оригинала 29 декабря 2009 года., копия2. prognoz.eurasian-defence.ru. Дата обращения: 25 декабря 2019., копия3. zerkalov.org.ua. Дата обращения: 25 декабря 2019. Архивировано из оригинала 29 августа 2017 года.)
- Бугера В. Е. Ошибка Норберта Винера, или как определить понятие «управления» // Рефлексивные процессы и управление. Сборник материалов VII Международного симпозиума 15-16 октября 2009 г., Москва. www.reflexion.ru. Дата обращения: 25 декабря 2019. / Под ред. В. Е. Лепского — М.: Когито-Центр, 2009. — С. 49-52. ISBN 978-5-89353-299-9
- Бугера В. Е., Гиндуллин Н. Ф., Кадырова Г. Ф. Что такое отношение собственности и почему этот вопрос имеет существенное значение для развития методологии исследования общественных отношений? Архивировано из оригинала 28 февраля 2014 года. // Вестник ВЭГУ. — № 4 (66). — 2013. — С. 11-16.
- Бугера В. Е., Кадырова Г. Ф. Индивидуальная и коллективная типология личности: этико-философские и правовые вопросы // Евразийский юридический журнал. — № 1 (80). — 2015. — С. 220—222.
- Бугера В. Е., Гиндуллин Н. Ф. Украинский фашизм и ницшеанство // Евразийский юридический журнал. — № 7 (86). — 2015. — С. 333—334.
- Бугера В. Е. О коллективистском будущем человечества // Проблема обоснования знания: сб. науч. статей, посвящ. 25-летию методологического семинара при факультете философии и социологии / отв. ред. А. Ф. Кудряшев. — Уфа: РИЦ БашГУ, 2017. — С. 17-23. ISBN 978-5-7477-4370-0

### Публицистика
- Бугера В. Порфирий Иванов и его последователи // Советский пограничник. (Впослед. переимен. в «Пограничник Украины».) — 20 сентября 1991. — № 74.
- Бугера В. Обыкновенный, заурядный фашизм. eretik-samizdat.blogspot.ru. Дата обращения: 25 декабря 2019. // Советский пограничник. — 1991. — № 85, 6 ноября. (Статья опубликована под псевдонимом «Герберт Эрнст»; за подписью автора переиздана в сборнике «В борьбе против буржуазного национализма». libelli.ru. Дата обращения: 25 декабря 2019. наряду с несколькими другими, отображающими участие В. Бугеры в политической борьбе на Украине в начале 1990-х гг. Также опубликована ВКонтакте 24.01.2014 в Цитатнике Владислава Бугеры vk.com/vlad_bugera и в паблике журнала «Еретик» vk.com/eretiksamizdat .)
- Бугера В. Наследники Штрассера // Интервзгляд-Inprecor. — 1993. — № 5.
- Бугера В. Смысл жизни сегодня. marxistparty.ru. Дата обращения: 25 декабря 2019. Архивировано из оригинала 8 ноября 2017 года. // Марксист. — 1993. — № 1. — С. 55-59.
- Бугера В. Будет ли война между Россией и Украиной? eretik-samizdat.blogspot.ru. Дата обращения: 25 декабря 2019. // Рабочая демократия. — 1994. — № 2 (17). (Статья опубликована под псевдонимом «Дмитро Зализняк»; за подписью автора переиздана в сборниках «Теория и практика коллективизма». sbiblio.com. Дата обращения: 25 декабря 2019. Архивировано из оригинала 30 сентября 2020 года. и «В борьбе против буржуазного национализма». libelli.ru. Дата обращения: 25 декабря 2019.. Также опубликована ВКонтакте 02.03.2014 в Цитатнике Владислава Бугеры vk.com/vlad_bugera и в паблике журнала «Еретик» vk.com/eretiksamizdat .)
- Wladislaw Bugera. Der Antisemitismus der «echten Internationalisten» // Direkte Aktion. — September 1994.
- Бугера В. Программа Коллективистской партии (проект). eretik-samizdat.blogspot.ru. Дата обращения: 25 декабря 2019. (переиздан в сборнике «Теория и практика коллективизма». sbiblio.com. Дата обращения: 25 декабря 2019. Архивировано из оригинала 30 сентября 2020 года.).
- Бугера В. Компьютеризация как предпосылка социалистической революции. www.alternativy.ru. Дата обращения: 25 декабря 2019. // Альтернативы. — 1999. — № 3. (копия. eretik-samizdat.blogspot.ru. Дата обращения: 25 декабря 2019.) (на англ. яз. eretik-samizdat.blogspot.ru. Дата обращения: 25 декабря 2019.)
- Бугера В. Зачем человечеству нужна мировая революция. eretik-samizdat.blogspot.ru. Дата обращения: 25 декабря 2019. (на англ. яз. eretik-samizdat.blogspot.ru. Дата обращения: 25 декабря 2019.)
- Бугера В. Завтра война? www.dialog21.ru. Дата обращения: 25 декабря 2019. // «Истоки». — № 37 (597). — 10.09.2008. — С. 9.
- Бугера В. Неужели всё-таки будет война между Россией и Украиной? levsd.ru. Дата обращения: 25 декабря 2019. // ОБщественный РЕЗонанс. — 2009. — № 1(3). — С. 1, 3.
- Бугера В. Экономические причины очередного империалистического передела мира и грядущих революций. antifa-union.ucoz.ru. Дата обращения: 25 декабря 2019. // Антифашист. — 2009. — № 1 (5). — С. 3.
- Vladislav Bugera, Vladimir Sirotin and Peter Khrustalev. Political Repression in Russia. www.solidarity-us.org. Дата обращения: 25 декабря 2019. // Against The Current. — January-February 2011. — № 150. Публикацию статьи в переводе на испанский яз. см. здесь. www.vientosur.info. Дата обращения: 25 декабря 2019.; источник, из которого статья была взята для перевода, см. здесь. www.europe-solidaire.org. Дата обращения: 25 декабря 2019..
- Бугера В. Тезисы о современной буржуазной демократии. gubkin.info. Дата обращения: 25 декабря 2019. // Губкин-инфо, 06.11.2012. (копия. eretik-samizdat.blogspot.ru. Дата обращения: 25 декабря 2019.)
- Vladislav Bugera. Moscow, Kiev, and the West European Far Right. www.stephenshenfield.net. Дата обращения: 25 декабря 2019. 17 April 2015 // Сайт Стивена Шенфилда. stephenshenfield.net. Дата обращения: 25 декабря 2019. (копия. www.criticatac.ro. Дата обращения: 25 декабря 2019. в издании LeftEast. www.criticatac.ro. Дата обращения: 25 декабря 2019. на сайте CriticAtac)

### Интервью
- Байков Э. А. «Великий блеф XX века?» dialog21.ru. Дата обращения: 25 декабря 2019. // «Истоки». — № 32 (488). — 9.08.2006. — С. 11. (копия. eretik-samizdat.blogspot.ru. Дата обращения: 25 декабря 2019.) (на англ. яз., под заголовком THE GREAT BLUFF. Архивировано из оригинала 13 ноября 2013 года.)
- Моргунова, Елена «Любовь по вертикали» умеет ли коллективный разум поправить власть? Архивировано из оригинала 18 февраля 2008 года. // «Поиск» — газета научного сообщества, № 4 (974), 25 января 2008 г. (копия. dialog21.ru. Дата обращения: 25 декабря 2019.) (на англ. яз., под заголовком THE RARITY OF LOVE. Архивировано из оригинала 13 ноября 2013 года.)
- Фьюче, Дмитрий Встреча с Владиславом Бугерой. www.nietzsche.ru. Дата обращения: 25 декабря 2019. // Nietzsche.ru, 22.02.2004
- Stephen Shenfield My inteview with Vladislav Bugera: from Stephen’s introduction // The Libertarian Communist. Issue 23, Summer 2013. www.stephenshenfield.net. Дата обращения: 25 декабря 2019. — P. 20-23.

## Критика
научная
- Борисов, И. В. Идеологическая топика иррационалистической философии конца XIX – середины XX века : [арх. 23 февраля 2014] : DOC // Социально-гуманитарные знания. — 2013. — № 2. — С. 87−102. — ISSN 0869-8120.
- Демидов А. Б. Образ сверхчеловека в философии Ф. Ницше. lib.vsu.by. Дата обращения: 25 декабря 2019. Архивировано из оригинала 18 февраля 2017 года. // Ученые записки УО «ВГУ им. П. М. Машерова». elibrary.ru. Дата обращения: 25 декабря 2019.. — 2011. — Т. 11. — С. 80-89.
- Завалько Г. А. Проблема соотношения морали и религии в истории философии. — М., КомКнига, 2006. — С. 195—197. ISBN 5-484-00553-1
- Здоров А. А. Государственный капитализм и модернизация Советского Союза: Марксистский анализ советского общества. 3-е стер. изд. — М.: КомКнига, 2007. — С. 11−12. ISBN 978-5-484-00822-3
- Смирнова, В. Е. Изъяны профессиональной сегрегации : гендерный аспект выбора специальности «акушерство и гинекология» // Психология, социология и педагогика. — 2013. — № 10.

публицистическая
- Лезгин Н. Является ли Зюганов фашистом // Марксист. — 1994. — № 2. — С. 55−57.
- Александров Д. Расставим точки над новым «измом» // Марксист. — 1995−96. — № 3−4. — С. 90−119.